# Unentgeltliche Beförderung
Die unentgeltliche Beförderung (umgangssprachlich auch als Freifahrt bezeichnet) in dafür zugelassenen öffentlichen Verkehrsmitteln können Menschen in Anspruch nehmen, denen von der zuständigen Behörde die Behinderung anerkannt wurde. In ihrem Umfang ist die Regelung in Deutschland weltweit einmalig.
Sie wird durch ein Beiblatt mit aufgedruckter Wertmarke zum eigentlichen Schwerbehindertenausweis verbrieft, beide gemeinsam dienen als Fahrausweis. Die unentgeltliche Beförderung gilt jedoch nicht für alle Schwerbehinderten.

## Deutschland
In Deutschland attestiert das Versorgungsamt im Schwerbehindertenausweis, ob eines der folgenden Merkzeichen zuerkannt wurde: gehbehindert (G, erheblich beeinträchtigt in der Bewegungsfähigkeit im Straßenverkehr), gehörlos (GL), hilflos (H). In dem Fall besteht das Recht auf unentgeltliche Beförderung.
Die Merkzeichen aG (außergewöhnliche Gehbehinderung) und Bl (Blind) berechtigen ebenfalls zur unentgeltlichen Beförderung, da sie die Merkzeichen G und H einschließen. Die unentgeltliche Beförderung dient der Eingliederung Behinderter in Arbeit, Beruf und Gesellschaft. Rechtsgrundlage sind die §§ 228 bis 237 Neuntes Buch Sozialgesetzbuch.

### Weitere Berechtigte
Nach der Besitzstandswahrung im „Gesetz über die unentgeltliche Beförderung Schwerbehinderter im öffentlichen Personenverkehr“ betrifft dies auch Versorgungs- und Entschädigungsberechtigte (Merkzeichen: Kriegsbeschädigt, VB oder EB) ab einem Grad der Schädigungsfolgen (GdS) von heute noch mindestens 70, weil behinderte Menschen schon vor dem 1. Oktober 1979 aufgrund des „Gesetzes über die unentgeltliche Beförderung von Kriegs- und Wehrdienstbeschädigten sowie von anderen Behinderten im Nahverkehr“ freifahrtberechtigt waren; die anteilige Kriegsbeschädigung, VB oder EB muss hierfür mindestens einen Grad von 50 erreichen. Schwerbehinderten Auslandsdeutschen, die zu Besuchszwecken in das Bundesgebiet einreisen, kann nach Glaubhaftmachung der Voraussetzungen der „Ausweis zur unentgeltlichen Beförderung“ für die Dauer ihres Aufenthaltes einschließlich kostenfreiem Beiblatt ausgehändigt werden.
Schwerbehindertenausweise, die vor dem Inkrafttreten des SGB IX am 1. Juli 2001 ohne freifahrtberechtigendes Merkzeichen, jedoch wegen Gehörlosigkeit ausgestellt wurden, sind allein mit ihrem orangefarbenen Aufdruck und ohne Merkzeichen auch weiterhin bis zum Ablauf ihrer Gültigkeit zur unentgeltlichen Beförderung zugelassen.
Behinderte Menschen mit einem Grad der Behinderung (GdB) von unter 50 haben auch bei „dauernden Einbußen der körperlichen Beweglichkeit“ keinen Anspruch auf unentgeltliche Beförderung, da hier die erforderlichen Merkzeichen nicht zuerkannt werden können.
Der Schwerbehindertenausweis, der zur unentgeltlichen Beförderung berechtigt, ist neben der Grundfarbe grün mit einem halbseitigen, orangefarbenen Flächenaufdruck gekennzeichnet.

### Beiblatt/Kfz-Steuer
Die unentgeltliche Beförderung wird unabhängig vom Einkommen gewährt; ab dem sechsten Lebensjahr gilt sie nur in Verbindung mit einem Beiblatt zum Schwerbehindertenausweis, das Schwerbehinderte vom Versorgungsamt zusammen mit dem Schwerbehindertenausweis kostenlos erhalten und für das dort eine Wertmarke gegen einen Kostenbeitrag von derzeit 46 Euro für ein halbes oder 91 Euro für ein ganzes Jahr erworben werden kann (ab 2025 54 bzw. 103 Euro). Die Höhe des Wertmarkenpreises ergibt sich aus verschiedenen Normen des SGB. Alternativ kann beim Hauptzollamt gegen Vorlage des „leeren“ Beiblattes Ermäßigung oder Erlass der Kraftfahrzeugsteuer beantragt werden.
Wer das Beiblatt mit der Wertmarke vor Ablauf der Geltungsdauer zurückgeben oder stattdessen (bei Merkzeichen G oder GL) die Kraftfahrzeugsteuerermäßigung in Anspruch nehmen möchte, bekommt für jeden noch verbleibenden Gültigkeitsmonat anteilig den Jahresbetrag erstattet, sofern drei Monate Gültigkeit nicht unterschritten werden. Spätestens sechs Wochen vor Ablauf der Geltungsdauer der Wertmarke erhält der Ausweisinhaber unaufgefordert einen Überweisungsträger zugesandt, um ggf. für ein weiteres (Halb-)Jahr eine neue Wertmarke anzufordern.
Wenn lediglich das Merkzeichen G oder GL vergeben wurde, kann eine Wertmarke nur erworben werden, wenn nicht bereits die Kraftfahrzeugsteuerermäßigung in Anspruch genommen wird.
In bestimmten Fällen können sowohl Freifahrt als auch Steuervorteil gelten.
Schwerbehinderte Menschen, die Leistungen zur Sicherung des Lebensunterhaltes nach dem SGB II, VII oder XII oder Leistungen nach dem Bundesversorgungsgesetz erhalten, blind (BL) oder hilflos (H) sind, erhalten die Wertmarke auf dem Beiblatt kostenlos. Das gilt auch für Schwerbehinderte, wenn sie bereits vor dem 1. Oktober 1979 aufgrund des „Gesetzes über die unentgeltliche Beförderung von Kriegs- und Wehrdienstbeschädigten sowie von anderen Behinderten im Nahverkehr“ freifahrtberechtigt waren oder gewesen wären, wenn sie nicht zu dieser Zeit ihren Wohnsitz oder gewöhnlichen Aufenthalt in der DDR gehabt hätten.

### Verkehrsmittel für die Freifahrtberechtigung
Der Schwerbehindertenausweis mit Freifahrtberechtigung (gültige Wertmarke) berechtigt zur Nutzung von:
- Eisenbahnen des Nah- und Regionalverkehrs (Regionalbahn (RB), Regional-Express (RE), Interregio-Express (IRE), S-Bahn und NE-Bahnen) jeweils in der 2. Klasse. Zudem gilt die Freifahrt auch in Fernzügen, wenn sie mit Fahrscheinen des Nahverkehrs genutzt werden können (z. B. Rostock–Stralsund[5], Norddeich Mole–Bremen Hbf[6], Erfurt Hbf – Gera Hbf über Weimar[7]) und Stuttgart-Singen-Konstanz/Schaffhausen.
- Linienbussen
- Schul-, Berufs-, Bürger-[8], Markt- und Theaterbussen
- Straßenbahnen
- Untergrund-, Hoch- und Schwebebahnen
- Übersetzfähren[9] (auch zu den Nordseeinseln in Niedersachsen)[10], mit den Fähren der Wyker Dampfschiffs-Reederei u. a. nach Föhr und Amrum[11], zur Ostseeinsel Hiddensee[12], im Hamburger Hafen, auf dem Wannsee und anderen Gewässern in Berlin, im Bereich der Kieler Förde[13] und auf bestimmten Fähren der Bodensee-Schiffsbetriebe auf dem Bodensee[14]
- Sammeltaxis, wenn die Beförderungsbedingungen einen Ausstieg außerhalb der Haltestellen nicht gestatten oder dies erst außerhalb einer Ortschaft gestattet ist (in dem Fall Freifahrt nur bis zur letzten Ortshaltestelle)
- H-Bahnen und ähnlichen Verkehrsmitteln u. a. in Wuppertal, Dresden und im Thüringer Wald

Die Freifahrtberechtigung gilt seit dem 1. September 2011 bundesweit. Die bis dahin bestehenden Entfernungsbeschränkungen im Netz der Deutschen Bahn sind ab diesem Datum entfallen. Einige Verkehrsverbünde, die Gebiete im angrenzenden Ausland bedienen, gestatten auch dort die unentgeltliche Beförderung.
Die deutschen Stationen Lottstetten und Jestetten der Bahnstrecke Schaffhausen–Bülach sind ebenfalls einbezogen.
Verkehrsunternehmen, die mittels Fahrgastzählung nachweisen können, dass die Mehrzahl ihrer Fahrgäste weiter als 50 km fährt, können für die betroffenen Strecken von der Pflicht zur unentgeltlichen Beförderung befreit werden.
Einige Ziele im Ausland sind im Rahmen der Freifahrt einschließlich Begleitperson erreichbar.

### Weitere Erleichterungen und Vergünstigungen
Schwerbehindertenausweise mit dem Merkzeichen B – Begleitung – berechtigen bei Fahrten innerhalb Deutschlands zur kostenfreien Mitnahme einer Begleitperson und/oder eines Hundes. Dies gilt mit Wertmarke oder mit anderen Fahrkarten, im Nah- und Fernverkehr, auch in der ersten Klasse, im Fernbus und im Flugverkehr.
Schwer Kriegsbeschädigten oder Entschädigungsberechtigten kann ab einem GdS von 70 bei besonders gravierenden Behinderungen das Merkzeichen „1. Kl.“ zuerkannt werden. Dieses berechtigt in Verbindung mit dem Beiblatt oder einem Fahrschein der zweiten Klasse zur Nutzung der ersten Klasse in Eisenbahnen. Ohne dieses Merkzeichen wird für die erste Klasse eine normale Fahrkarte erster Klasse benötigt. Nur in einigen Verkehrsverbünden dürfen Erste-Klasse-Aufpreise mit der Freifahrt kombiniert werden.
Manche Fluggesellschaften, wie die Lufthansa, bieten für Kriegsbeschädigte und NS-Verfolgte Vergünstigungen an.
Ab einem GdB von 70 können schwerbehinderte Menschen die „BahnCard 25 oder 50“ zum ermäßigten Preis erwerben. Die „Mitfahrerregelung“ der DB findet auf den Schwerbehindertenausweis keine Anwendung. Auch die kostenfreie Mitnahme von Kindern im Alter zwischen 6 und 15 Jahren bei der DB ist nicht möglich, da diese auf einem Fahrschein vermerkt sein müssen. Ein Kind fährt jedoch ab dem sechsten Lebensjahr oder ab Beginn des Schulbesuches als Begleitperson eines schwerbehinderten Menschen kostenfrei.
Das Merkzeichen B (Begleitung) berechtigt zudem, einen oder zwei Sitzplätze im DB-Fernverkehr kostenfrei zu reservieren. Unabhängig davon besteht für Behinderte im Nah- wie im Fernverkehr ein Anspruch auf die Sitzplätze mit „stilisiertem Kreuz“ oder auf die Plätze mit der Bezeichnung „Schwerbehinderte“.
Orthopädische Hilfsmittel, wie Rollstuhl, Rollator oder andere Gegenstände, die der Mobilität Behinderter dienen, werden ebenfalls, soweit die Beschaffenheit des Fahrzeuges dies zulässt, kostenfrei befördert. Hierzu zählen beispielsweise Behindertendreiräder, nicht jedoch gewöhnliche Fahrräder oder Tandems. E-Scooter sind unter bestimmten Voraussetzungen seit 2017 zugelassen.

### Geschichte der Freifahrt
Die Geschichte der Freifahrt begann bereits am 1. April 1944, als „in Würdigung der großen Opfer, die die Kriegsbeschädigten für Volk und Reich dargebracht haben“, die „Verordnung über Vergünstigungen für Kriegsbeschädigte im öffentlichen Personenverkehr“ in Kraft trat, welche die unentgeltliche Beförderung von Kriegsbeschädigten ab einer (damals so bezeichneten) Minderung der Erwerbsfähigkeit (MdE) von 70 % und einer eventuell benötigten Begleitperson anordnete.
Frei genutzt werden konnten:
- Straßenbahnen,
- S-Bahnen in Berlin und Hamburg, sowie
- Busse im Ortsverkehr.

Eine Erstattung der Fahrgeldausfälle an die Verkehrsunternehmen fand noch nicht statt. Zwar hat das Bundesverwaltungsgericht 1962 entschieden, dass der Staat die Verkehrsunternehmen für die unentgeltliche Beförderung entschädigen soll; da aber bereits eine Gesetzesnovellierung im Gange war, wurde die Erstattung nicht mehr in die alte Verordnung aufgenommen. Die Verordnung findet auch heute noch in Österreich Anwendung, da zu der Zeit ihrer Bekanntgabe das Land zum Deutschen Reich gehörte und die Verordnung nach dem Zweiten Weltkrieg übernommen wurde. Im Jahr 1999 war vorgesehen, im Rahmen einer so genannten „Bundesrechtsbereinigung“ die Verordnung in Österreich aufzuheben. Hiervon wurde jedoch schnell wieder Abstand genommen, da wohl auch mindestens in zwanzig Jahren noch mehr Kriegsbeschädigte zu verzeichnen sind, als zunächst angenommen wurde.
Am 1. Januar 1966 wurde die Verordnung von 1944 durch das „Gesetz über die unentgeltliche Beförderung von Kriegs- und Wehrdienstbeschädigten sowie von anderen Behinderten im Nahverkehr“ ersetzt. Neu war hier die seit langem geforderte Erstattungspflicht für die Fahrgeldausfälle und die Einbeziehung „ziviler Behinderter“, wenn sie gehbehindert oder blind waren, das sechste Lebensjahr vollendet hatten und ihr Einkommen zumindest unterhalb des Sozialhilferegelsatzes lag. Der Begriff „gehbehindert“ bezog sich jedoch nur auf wirklich Körperbehinderte, nicht also – wie heute – auch zum Beispiel auf geistig Behinderte oder Asthmakranke. Auch dieses neue Gesetz ermöglichte noch keine Zugfahrten.
Frei genutzt werden konnten von nun an
- Straßenbahnen
- S-Bahnen
- Übersetzfähren
- Oberleitungsbusse
- Omnibusse im Orts- und Nachbarortsverkehr.

Die so genannten „Überlandbusse“ gehörten nicht zu dem damaligen Nahverkehrsbegriff. Dies benachteiligte dementsprechend diejenigen, die auf dem Land lebten. Die Busse der Bundespost und Bundesbahn konnten jedoch Kriegsbeschädigte und über 70-jährige Blinde nach deren damaligen Tarifbestimmungen auf ganzer Strecke nutzen, wohingegen dies zivilen Behinderten nur im Rahmen des Freifahrtgesetzes gestattet war (also nur im Ortsverkehr).
Aus der alten Freifahrtregelung für Kriegsbeschädigte und anderen Gruppen wurde am 1. Oktober 1979 die heutige Freifahrt (Gesetz über die unentgeltliche Beförderung Schwerbehinderter im Nahverkehr). Für die Inanspruchnahme dieses „Nachteilsausgleiches“ wurde zunächst bis zum 1. April 1984 bei einer MdE von mindestens 80 Prozent die benötigte „erhebliche Beeinträchtigung der Bewegungsfähigkeit im Straßenverkehr“ – die im Ausweis mit einem G vermerkt wird – auf Grund von Verwaltungsvereinfachung gesetzlich unterstellt. Bei einer MdE von 50 bis 70 Prozent musste im Einzelfall geprüft werden, ob die Voraussetzungen vorlagen. Dies ist heute alleinige Praxis. Auch Hilflosigkeit (H) erlaubt die unentgeltlichen Beförderung. Das ebenfalls berechtigende Merkzeichen GL gibt es erst seit dem Jahr 2001 (Einführung des SGB IX); da Gehörlose aber dennoch einen Anspruch auf unentgeltliche Beförderung hatten, bekamen diese Personen auch einen Freifahrtausweis, jedoch mit durchgestrichenem G (es sei denn, sie waren gleichzeitig gehbehindert).
Geplant war (zu DDR-Zeiten) auch die Einbeziehung des innerdeutschen Luftverkehrs von und nach Berlin (siehe Transitverkehr durch die DDR#Flugverkehr). Aus Kostengründen war es aber nicht möglich, dies zu realisieren. Infolge von Sparmaßnahmen wurde am 1. April 1984 die Eigenbeteiligung (vergl. hier) in Höhe von jährlich 120 D-Mark eingeführt; sie wurde mit dem Euro auf 60 Euro gesenkt, aber ab dem 1. Januar 2016 auf 80 Euro festgesetzt, nachdem bereits im Jahr zuvor der Preis der Wertmarke auf 72 Euro erhöht worden war. Von 2021 bis 2024 betrug er 91 Euro. Seit 2025 beträgt er 103 Euro. Lediglich Kriegsbeschädigte (im Rahmen einer Besitzstandswahrung), Blinde, Hilflose und Fürsorgeempfänger sind von der Eigenbeteiligung befreit. Gehörlose wurden aus dem Kreis der Freifahrtberechtigten gestrichen. Das ebenfalls 1979 eingeführte „Bundesbahn-Streckenverzeichnis“ und somit die Freifahrt in den Zügen der DB außerhalb von Verkehrsverbünden wurde wieder aufgehoben. Auch die gesetzliche Unterstellung, Schwerbehinderte ab einer MdE von 80 Prozent würden in den meisten Fällen unter einer Gehbehinderung leiden, wurde verworfen. Am 1. Oktober des nächsten Jahres wurde der Ausschluss Gehörloser und die Abschaffung des Streckenverzeichnisses jedoch wieder rückgängig gemacht. Auch ist es seitdem möglich, eine Halbjahreswertmarke zu erstehen. Das Streckenverzeichnis hat seine Wurzeln im „Güterkraftverkehrsgesetz“. Dort wurde der Bereich um 50 Kilometer einer Ortsmitte als Nahbereich bezeichnet. Daher existierten für alle Städte und Gemeinden in Deutschland „Güternahverkehrskarten“. Dies sind die Vorlagen, mit der die ehemalige Bundesbahn die Streckenverzeichnisse erstellt und an die Versorgungsämter weitergeleitet hat. Zuletzt wurden diese von der DB 1994 auf Grund der Neuordnung der Kursbuchstrecken wegen des Beitritts der DDR zur Bundesrepublik mit Computern erstellt. Insgesamt wurden Streckenverzeichnisse nur zweimal aufgestellt.
Ursprünglich war nicht geplant, Züge außerhalb von Verkehrsverbünden mit in die Freifahrt einzubeziehen. Angeblich unüberwindbare Hürden und Fragen bezüglich der Abgrenzung konnten schließlich durch das Zugrundelegen des Güterkraftverkehrsgesetzes gelöst werden: Die Ortsmittelpunkte des Güterkraftverkehrsgesetzes wurden von der jeweils damit beauftragten Stelle festgelegt und hielten sich keineswegs immer an den tatsächlichen Ortsmittelpunkt, sondern entsprachen dem Ort, welcher für Industriegebiete vorteilhafter war. Bei mehreren dieser Punkte konnte eine Stadt somit bis zu drei Ortsmittelpunkte aufweisen. Dies bedeutete im Bezug auf das Streckenverzeichnis, dass der Radius teilweise nicht bei 50 Kilometern Entfernung endete, sondern durchaus bis zu 70 Kilometer Freifahrt umfasste – je nach maßgebendem Ortsmittelpunkt. Der Begriff „Nahverkehr“ wurde im Güterkraftverkehrsgesetz im Jahre 1992 auf 75 Kilometer erweitert und so musste eine neue Regelung gefunden werden. Im Jahre 1994 erarbeitete die DB unter Beachtung der tatsächlichen Ortsmittelpunkte ein Programm für einen exakten Umkreis von 51 Kilometern. Der eine zusätzliche Kilometer wurde von der DB auf freiwilliger Basis zur Vermeidung von Härtefällen gewährt. Die Einbeziehung von Zügen außerhalb von Verkehrsverbünden wurde für notwendig gehalten, da Behinderte, die in Gegenden leben, in denen nur Schienenverkehr durchgeführt wird, sonst benachteiligt worden wären.
Seit dem 1. September 2011 sind die genannten Entfernungsbeschränkungen durch ein Abkommen zwischen der Deutschen Bahn und dem Bundesministerium für Arbeit und Soziales aufgehoben. Nun können Inhaber des Beiblattes zum Schwerbehindertenausweis „bundesweit durchgängig mit allen Nahverkehrszügen der DB – Regionalbahn (RB), Regionalexpress (RE), Interregio-Express (IRE) und S-Bahn – in der 2. Klasse kostenlos fahren“.
Das Land Berlin (West) hatte bezüglich der Freifahrt von 1966 bis 1982 eine Sonderstellung in Westdeutschland. So konnten dort nach dem „Gesetz über Vergünstigungen für Beschädigte“, neben der Bundeseinheitlichen Freifahrt für Kriegsbeschädigte, alle schwerbehinderten Menschen mit einer MdE von mindestens 70 % in den Verkehrsmitteln der Berliner Verkehrsbetriebe – BVG – kostenfrei befördert werden. In den Schwerbehindertenausweis wurde dafür in der Spalte „Sondervermerke des Landes“ der Stempel „Freifahrt in Berlin“ eingetragen. Behinderte Menschen mit einer MdE von 50 oder 60 Prozent, die unter einer Gehbehinderung litten, erhielten Fahrpreisvergünstigungen von mindestens 25 Prozent, wenn sie erwerbstätig waren.
In der DDR gab es eine ähnliche Entwicklung wie in der Bundesrepublik. Dort schafften es Behindertenverbände sogar, die Freifahrt auf das ganze Land auszudehnen (Anordnung vom 5. Januar 1984 über die öffentliche Personen- und Gepäckbeförderung). Nach der Wiedervereinigung wurden Behinderte aus der DDR bis zur Verschmelzung der Deutschen Bundesbahn mit der Deutschen Reichsbahn am 1. Januar 1994 auf Grund einer Übergangsregelung nach Zugkilometern bis zu 70 Kilometer vom Wohnort befördert. Die Eigenbeteiligung wurde um die Hälfte reduziert.

### Kosten der Unentgeltlichen Beförderung
Nach § 228 Abs. 7 SGB IX werden den Verkehrsunternehmen die dort durch die unentgeltliche Beförderung entstehenden Einnahmeausfälle erstattet. Nach § 234 SGB IX tragen grundsätzlich die Länder die entstehenden Kosten. Davon abweichend zahlt der Bund die Einnahmeausfälle im Fernverkehr sowie bei Verkehrsunternehmen, die überwiegend im Eigentum des Bundes sind.

## Schweiz
In der Schweiz existiert die „Ausweiskarte für Reisende mit einer Behinderung“, auch „Begleiterkarte“ genannt. Sie berechtigt im öffentlichen Personenverkehr der Schweiz zur kostenlosen Mitnahme einer Begleitperson, eines Blindenführhundes oder von beiden. Falls die Begleitperson über einen Fahrschein verfügt, reist die behinderte Person kostenlos. Die Begleitperson muss während der ganzen Fahrt für die behinderte Person zur Verfügung stehen. Für internationale Reisen gibt es eine Vergünstigung. Ein Ausweisdokument für behinderte Reisende, das nicht in der Schweiz ausgestellt ist, hat dort keine Ermäßigung beim Kauf vom Billetten zur Folge.
Das Generalabonnement, eine Netzkarte für Eisenbahn und ÖPNV in der Schweiz, erhalten Behinderte für ca. 2/3 des Vollpreises. Aktuell (2024) kostet ein Generalabonnement für Behinderte in der 2. Klasse 2.600 CHF (2.712 Euro, Preis bei Einmalzahlung).

## Österreich
Österreich sieht eine unentgeltliche Beförderung nur für Kriegsbeschädigte vor. Es werden durch den ÖBB-Mobilitätsservice Hilfen geboten, die auch online reservierbar sind.
Mit einem österreichischen Behindertenpass ist die ÖBB-Nutzung zum halben Preis möglich. Hierfür ist ein Behinderungs-Grad von 70 % oder der Satz „Der/die InhaberIn des Passes kann die Fahrpreisermäßigung nach dem Bundesbehindertengesetz in Anspruch nehmen“ notwendig. Begleitperson bzw. Assistenzhund reisen bei entsprechendem Vermerk im Behindertenpass gratis mit.
Das am 26. Oktober 2021 eingeführte Klimaticket ist unter den denselben Umständen ermäßigt erhältlich (884,20 Euro für ein Jahr). Das Ticket gilt in ganz Österreich im ÖPNV sowie in den Zügen der ÖBB und der Westbahn. Auch regionale Klimatickets sind mit Ermäßigung erhältlich, etwa das Klimaticket Steiermark Spezial, welches 386 Euro kostet (regulärer Preis 514 Euro). In Klagenfurt ist für Behinderte mit Wohnsitz in der Stadt eine Jahreskarte für 17 Euro erhältlich.
Für blinde und hochgradig sehbehinderte Menschen, die in Wien leben, übernimmt der Fonds Soziales Wien die Kosten einer Jahreskarte der Wiener Linien. Die Förderung der Jahreskarte der Wiener Linien ist eine freiwillige Leistung des FSW, auf die kein Rechtsanspruch besteht.

## Irland
Seit dem 29. Juli 2024 werden Personen von 18 bis 65 Jahren unentgeltlich befördert, die aufgrund einer Behinderung keinen Führerschein erwerben können, sowie Personen, die einen Führerschein besitzen und ärztlich bescheinigt bekommen, dass sie für einen Zeitraum von 12 Monaten oder länger nicht fahrtüchtig sind. Voraussetzung ist ein Wohnsitz in Irland. Personen ab 66 Jahren sind davon nicht erfasst, weil sie ohnehin grundsätzlich frei fahren (auch hier wird ein Wohnsitz in Irland vorausgesetzt).

## Italien
Der Südtirol Pass wird kostenlos an Personen vergeben, die in Südtirol leben und eine Zivilinvalidität von mindestens 74 % aufweisen, gehörlos sind oder die wegen einer dauerhaften körperlichen Beeinträchtigung den Entwertungsvorgang nicht selbst durchführen können (Südtirol Pass free).